# Ikarus 180
Ikarus 180 – 17-metrowy autobus miejski produkowany przez węgierską firmę Ikarus.
Model ten stanowi przegubowy odpowiednik autobusu Ikarus 556. Do napędu zastosowano 6-cylindrowy silnik wysokoprężny Raba-MAN D2156 o mocy maksymalnej 142 kW (192 KM). Jednostka napędowa zblokowana została z 5-biegową manualną skrzynią biegów. 
Po niepowodzeniu prototypowego, tylnosilnikowego następcy Ikarusa 556, część mechaniczna Ikarusa 556 / 180 posłużyła za bazę do stworzenia modeli 260 / 280, które po nieprodukowanym seryjnie tylnosilnikowcu odziedziczyły głównie nowocześniejsze nadwozie, jednak już z wyższą podłogą.

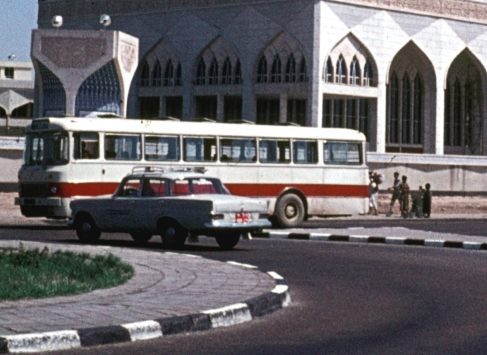
Ikarus 556
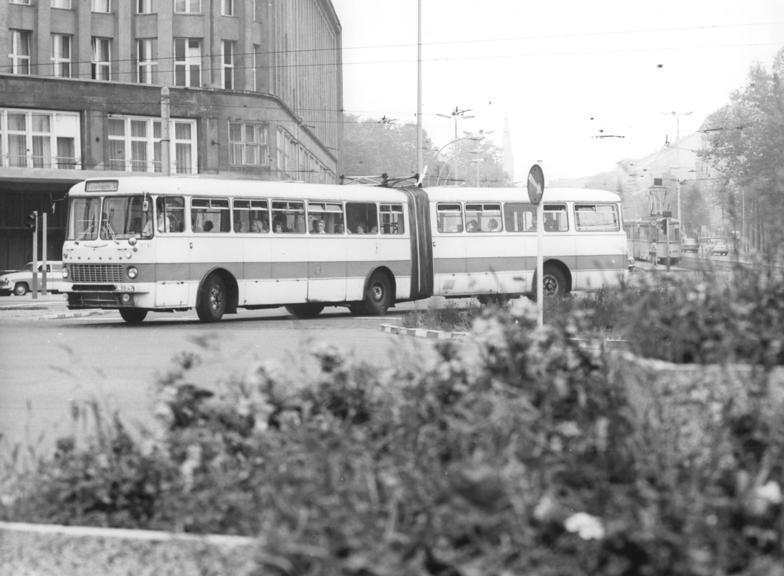
Ikarus 180